# Trisidos semitorta
Trisidos semitorta is een tweekleppigensoort uit de familie van de Arcidae. De wetenschappelijke naam van de soort is voor het eerst geldig gepubliceerd in 1819 door Lamarck.
Rechter en linker klep van hetzelfde exemplaar:

Rechter klep
Linker klep